# Columbia Basin Project

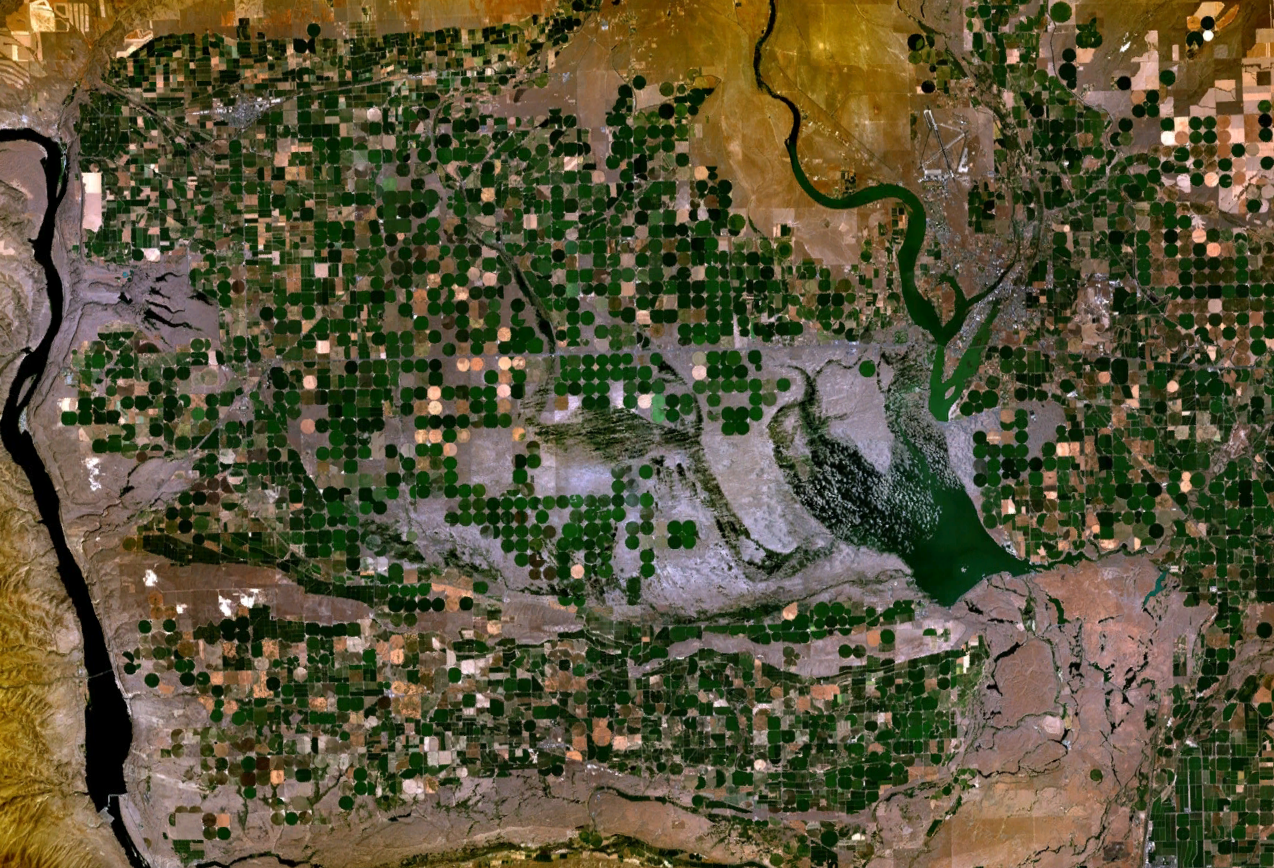
Photo satellite de la zone irriguée entourant le lac Potholes.

Le Columbia Basin Project (CBP) est un réseau d'irrigation rendu possible par le barrage de Grand Coulee, dans le centre de l'État de Washington, aux États-Unis.
C'est un des plus grands projets de traitement de l'eau pour l'agriculture aux États-Unis, approvisionnement l'irrigation à plus de 2 700 km2 des 4 500 km2 que compte la zone du projet initial et toujours ouvert à un éventuel élargissement du système.
L'eau pompée du fleuve Columbia transite par des canaux, puis est stockée dans un certain nombre de lacs de barrage (comme le lac Moses ou le lac Potholes), avant d'alimenter un réseau secondaire de canaux d'irrigation.